# Seebenstein
Seebenstein ist eine Gemeinde mit 1490 Einwohnern (Stand 1. Jänner 2025) im Bezirk Neunkirchen in Niederösterreich.

## Geografie
Seebenstein liegt im Industrieviertel in Niederösterreich. Der Ort liegt in der Region Bucklige Welt. Die Fläche der Gemeinde umfasst 9,09 Quadratkilometer, etwa 62 % der Fläche ist bewaldet. Im Gemeindegebiet befindet sich der Naturpark Seebenstein.

### Gemeindegliederung
Das Gemeindegebiet gliedert sich in drei Ortschaften (Einwohner Stand 1. Jänner 2025):
- Schiltern (525 Ew.)
- Seebenstein (963 Ew.)
- Sollgraben (2 Ew.)

Die Gemeinde besteht aus zwei Katastralgemeinden (Fläche Stand 31. Dezember 2023):
- Schiltern (215,64 ha)
- Seebenstein (693,42 ha)

### Nachbargemeinden
| Natschbach-Loipersbach | Schwarzau am Steinfeld                      |        |
|                        | Kompassrose, die auf Nachbargemeinden zeigt | Pitten |
|                        | Scheiblingkirchen-Thernberg                 |        |

## Geschichte
Im Altertum war das Gebiet Teil der Provinz Noricum.
Am 16. April 1972 lag in Seebenstein das Epizentrum des bis Wien spürbaren Erdbebens der Magnitude 5,3.

### Bevölkerungsentwicklung
| Seebenstein: Einwohnerzahlen von 1869 bis 2025      | Seebenstein: Einwohnerzahlen von 1869 bis 2025 | Seebenstein: Einwohnerzahlen von 1869 bis 2025 | Seebenstein: Einwohnerzahlen von 1869 bis 2025 | Seebenstein: Einwohnerzahlen von 1869 bis 2025 |
| --------------------------------------------------- | ---------------------------------------------- | ---------------------------------------------- | ---------------------------------------------- | ---------------------------------------------- |
| Jahr                                                |                                                |                                                |                                                | Einwohner                                      |
| 1869                                                | 1869                                           |                                                | 587                                            | 587                                            |
| 1880                                                | 1880                                           |                                                | 700                                            | 700                                            |
| 1890                                                | 1890                                           |                                                | 768                                            | 768                                            |
| 1900                                                | 1900                                           |                                                | 872                                            | 872                                            |
| 1910                                                | 1910                                           |                                                | 979                                            | 979                                            |
| 1923                                                | 1923                                           |                                                | 1.049                                          | 1.049                                          |
| 1934                                                | 1934                                           |                                                | 952                                            | 952                                            |
| 1939                                                | 1939                                           |                                                | 967                                            | 967                                            |
| 1951                                                | 1951                                           |                                                | 1.075                                          | 1.075                                          |
| 1961                                                | 1961                                           |                                                | 1.033                                          | 1.033                                          |
| 1971                                                | 1971                                           |                                                | 1.088                                          | 1.088                                          |
| 1981                                                | 1981                                           |                                                | 1.040                                          | 1.040                                          |
| 1991                                                | 1991                                           |                                                | 1.139                                          | 1.139                                          |
| 2001                                                | 2001                                           |                                                | 1.196                                          | 1.196                                          |
| 2011                                                | 2011                                           |                                                | 1.313                                          | 1.313                                          |
| 2021                                                | 2021                                           |                                                | 1.496                                          | 1.496                                          |
| 2025                                                | 2025                                           |                                                | 1.490                                          | 1.490                                          |
| Quelle(n): Statistik Austria, Gebietsstand 1.1.2021 |                                                |                                                |                                                |                                                |

### Religion
Nach den Daten der Volkszählung 2001 waren 84,4 % der Einwohner römisch-katholisch, 3,8 % evangelisch, 0,5 % Muslime, 0,3 % gehörten orthodoxen Kirchen an, 9,4 % der Bevölkerung hatten kein religiöses Bekenntnis.

## Kultur und Sehenswürdigkeiten
- Burg Seebenstein
- Katholische Pfarrkirche Seebenstein hl. Andreas
- Herminenhaus (katholische Privatschule und Kindergarten; ehemals Mädchenschule bzw. Pension der Schulschwestern vom Orden des Heiligen Franziskus in Wien)
- Schlosspark Seebenstein

Naturdenkmäler
- Naturpark Seebenstein

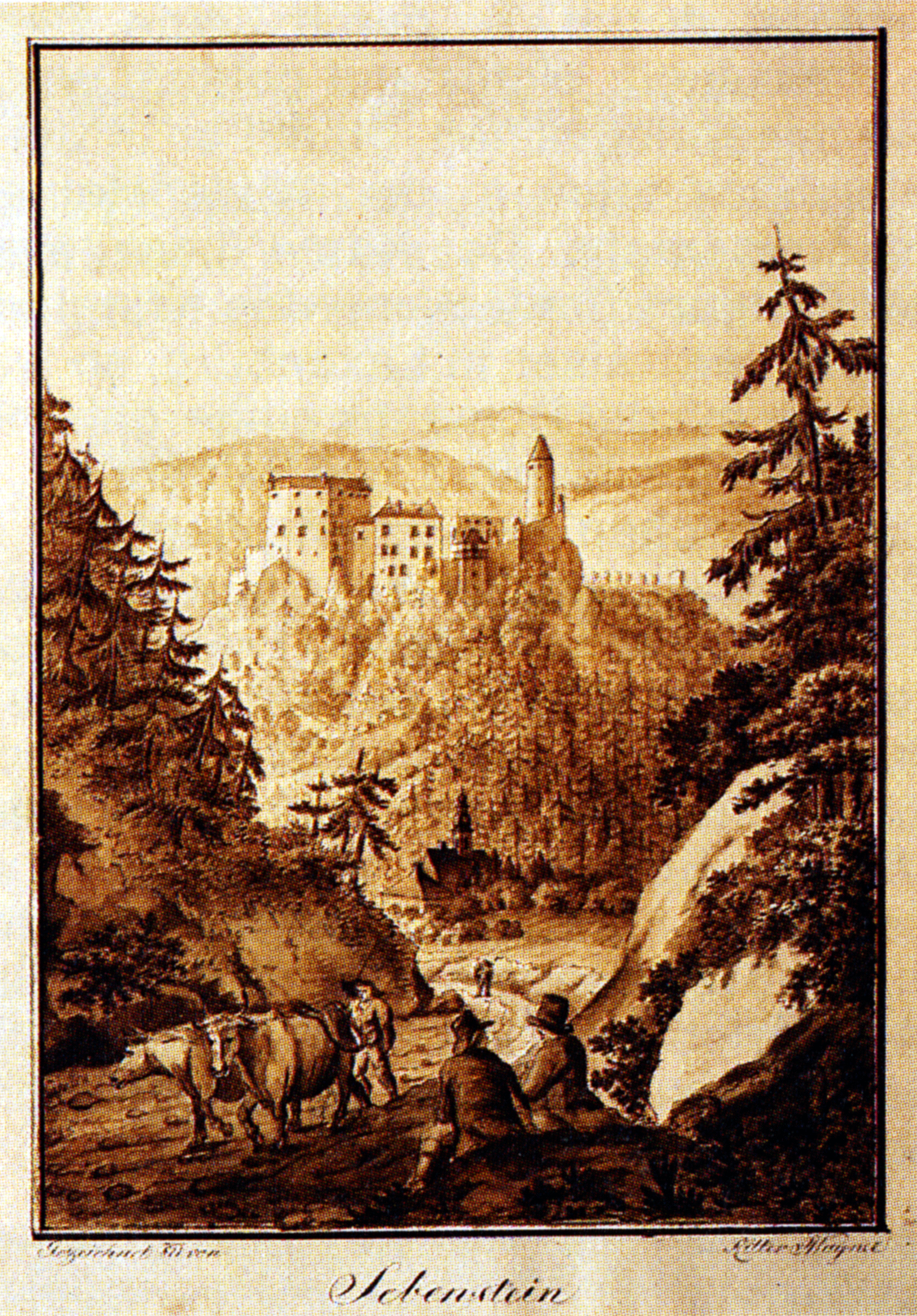
Pfarrkirche (vor Neugotisierung), Bergschloss, 1811
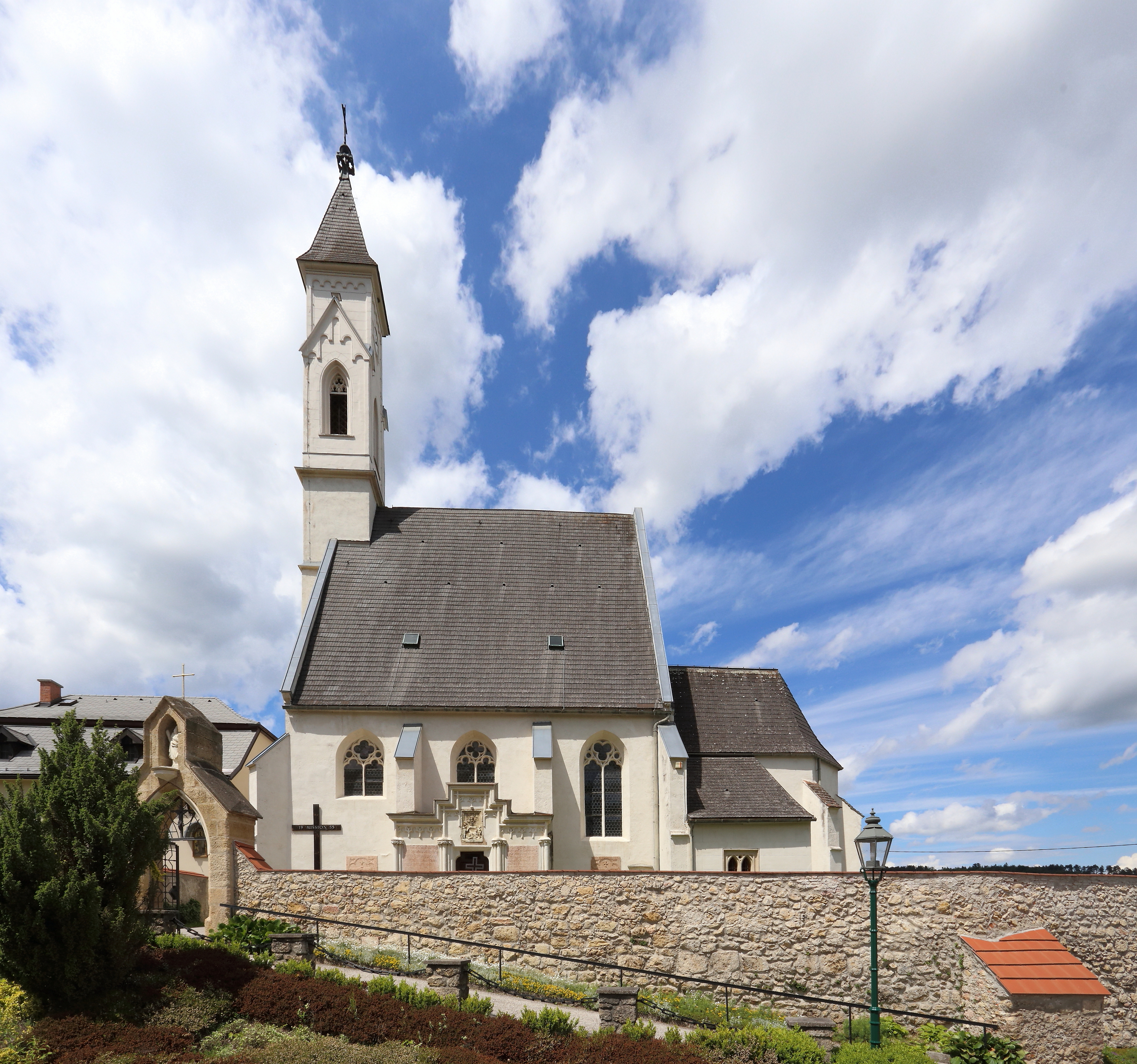
Pfarrkirche zum Heiligen Andreas, erbaut 1290, 1849/53 neugotisiert
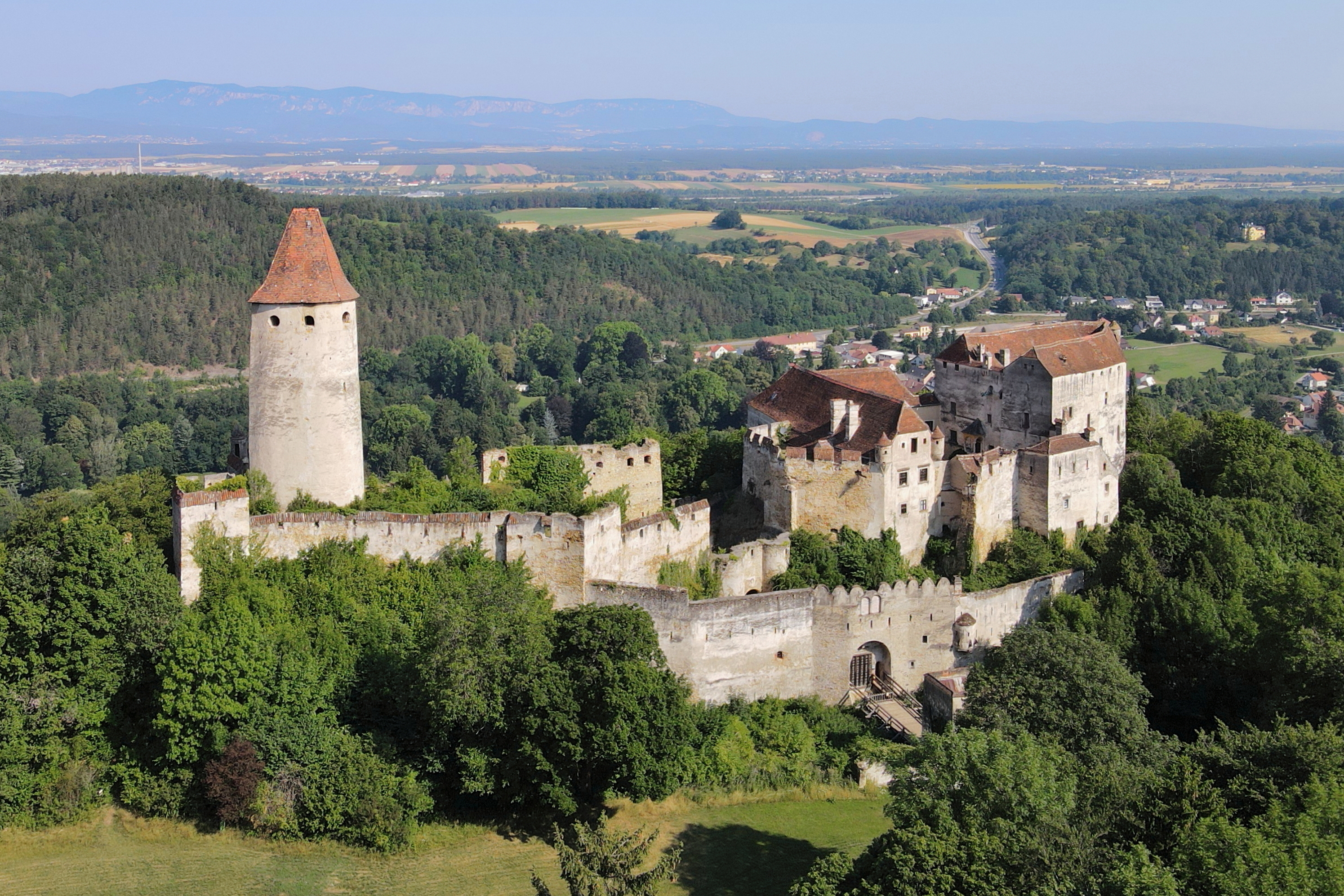
Burg Seebenstein
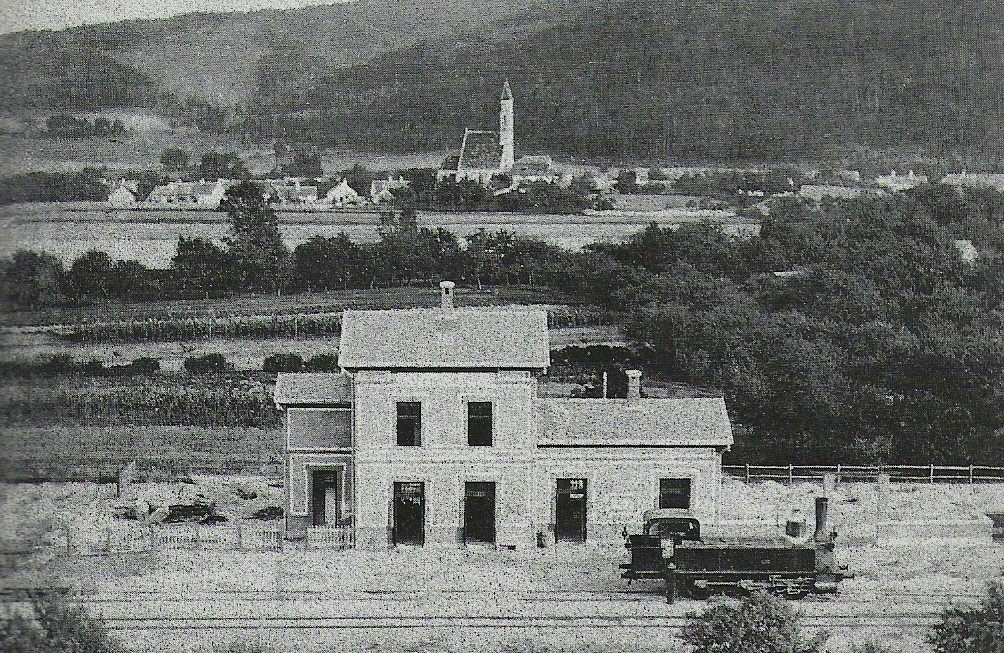
Bahnhof Seebenstein der Aspangbahn, 1881
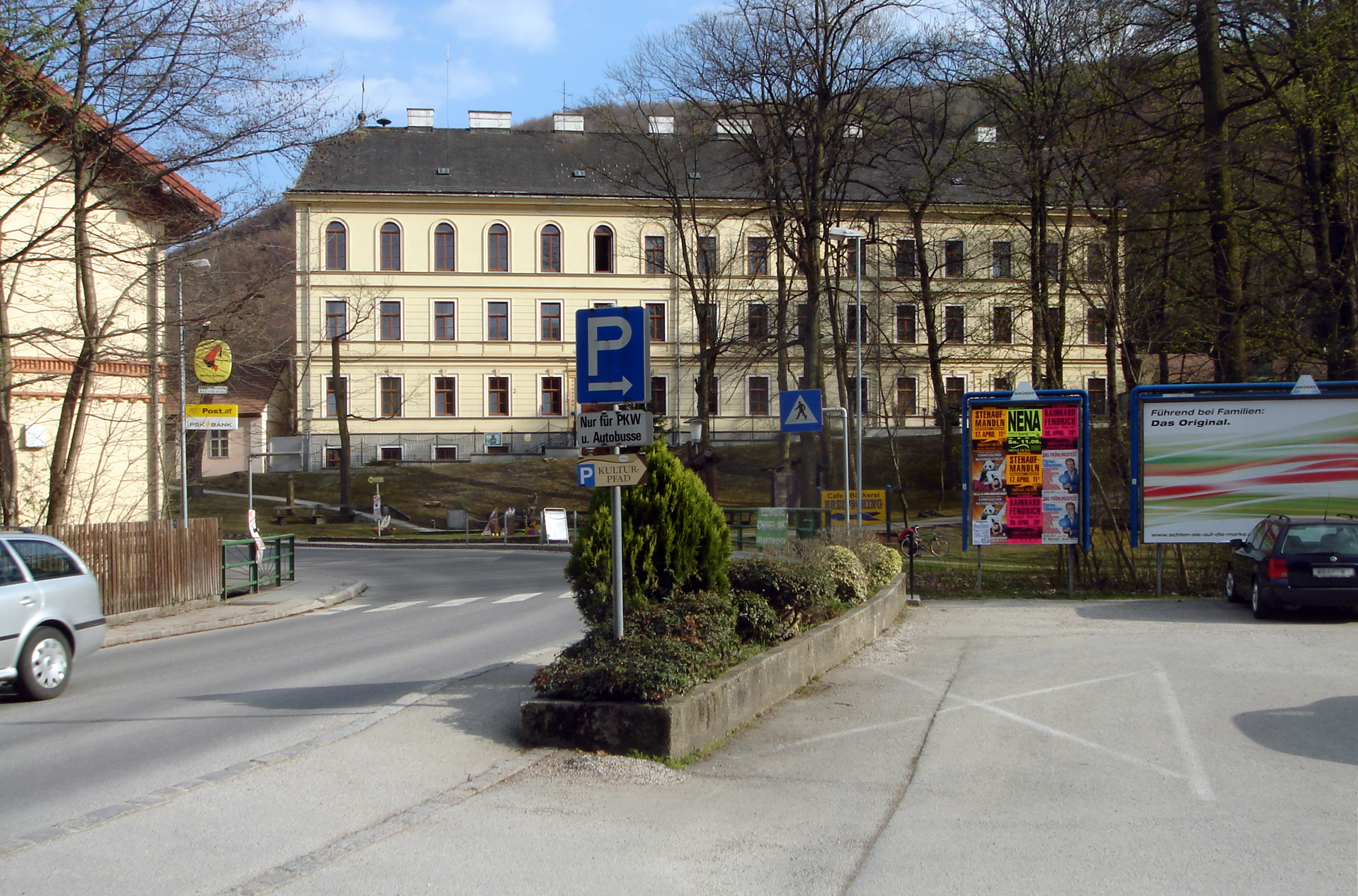
Herminenhaus

## Wirtschaft
Nichtlandwirtschaftliche Arbeitsstätten gab es 53 im Jahr 2001, land- und forstwirtschaftliche Betriebe 23 nach der Erhebung 1999. Die Zahl der Erwerbstätigen am Wohnort betrug 549 nach der Volkszählung 2001. Die Erwerbsquote lag 2001 bei 47 Prozent.

## Öffentliche Einrichtungen
In Seebenstein befinden sich zwei Kindergärten und eine Volksschule.

## Politik
Der Gemeinderat hat 19 Mitglieder. Nach den Gemeinderatswahlen hatte der Gemeinderat folgende Verteilungen:
- 1990: 15 SPÖ und 4 ÖVP
- 1995: 14 SPÖ und 5 ÖVP[7]
- 2000: 14 SPÖ und 5 ÖVP[8]
- 2005: 15 SPÖ und 4 ÖVP[9]
- 2010: 15 SPÖ und 4 ÖVP[10]
- 2015: 11 SPÖ, 6 ÖVP und 2 FPÖ[11]
- 2020: 10 SPÖ, 7 ÖVP, 1 Bürgerliste Seebenstein-Schiltern und 1 FPÖ.[12]

Nach den Gemeinderatswahlen in Niederösterreich 2025 hat der Gemeinderat folgende Verteilung:
10 SPÖ, 6 ÖVP, 2 FPÖ und 1 Bürgerliste Seebenstein-Schiltern.
Bürgermeister
- bis 2011 Walter Endl (SPÖ)
- 2011–2015 Gerald Pawlowitsch († 2020)[14] (SPÖ)
- seit 2015 Marion Wedl (SPÖ)

### Wappen
Der Gemeinde Seebenstein wurde mit Beschluss der NÖ-Landesregierung vom 14. November 1978 ein Gemeindewappen verliehen.
Blasonierung:
„In einem goldenen Schild über blauem Grund ein auf grauen Fels stehender silberner, rotbedachter mit drei schwarzen runden Fenstern versehener Turm, der mit einem roten Schild belegt mit zwei goldenen ineinandergreifenden halben Mühlrädern versehen ist.“
Gleichzeitig wurden die vom Gemeinderat der Gemeinde Seebenstein festgesetzten Gemeindefarben „Gelb-Weiß-Blau“ genehmigt.

## Persönlichkeiten
- Michael von Braganza war wie sein Vater Michael I. von Portugal (1802–1866) Thronprätendent von Portugal. Durch sein Naheverhältnis zum Haus Habsburg nahm er zu Ende des 19. Jahrhunderts Exil im Seebensteiner Schloss, das er ab 1917 ständig bewohnte und in dem er am 11. Oktober 1927 verstarb.[16]
- Rudolf Zarboch (1878–1960), Politiker; Schuldirektor und Vizebürgermeister in Spitz an der Donau